# Epaltes
Epaltes es un género de plantas con flores perteneciente a la familia de las asteráceas. Comprende 19 especies descritas y de estas, solo 9 aceptadas.

## Taxonomía
El género fue descrito por Alexandre Henri Gabriel de Cassini y publicado en Bull. Sci. Soc. Philom. Paris 1818: 139. 1818. La especie tipo es: Ethulia divaricata L. = Epaltes divaricata (L.) Cass.

## Especies
A continuación se brinda un listado de las especies del género Epaltes aceptadas hasta julio de 2012, ordenadas alfabéticamente. Para cada una se indica el nombre binomial seguido del autor, abreviado según las convenciones y usos.
- Epaltes brasiliensis (Link) DC.
- Epaltes cunninghamii (Hook.) Benth.
- Epaltes divaricata (L.) Cass.
- Epaltes harrisii F.Muell.
- Epaltes madagascariensis Humbert
- Epaltes mattfeldii Urb.
- Epaltes mexicana Less.
- Epaltes pleiochaeta F.Muell.
- Epaltes pygmaea DC.